# روبرت كيغان
روبرت كيغان (بالإنجليزية: Rupert Keegan)‏ هو سائق فورمولا 1 بريطاني، ولد في 26 فبراير 1955، في وستكليف أون سي في المملكة المتحدة. وتوفي في 23 سبتمبر 2024، في جزيرة إلبا الإيطالية.